# Zehntscheune (Detmold)
Die Zehntscheune an der Ameide in Detmold ist ein Gebäude des Lippischen Landesmuseums und seit dem 17. Mai 1985 ein eingetragenes Baudenkmal.

## Geschichte
Die Zehntscheune wurde im Jahr 1555 in Sabbenhausen errichtet. Sie unterstand dem Kloster Falkenhagen. Mitte des 20. Jahrhunderts drohte dem Gebäude wegen Baufälligkeit der Abriss. Der Besitzer erklärte sich dazu bereit, die Scheune kostenlos abzugeben, wenn dafür die Abbruchkosten übernommen würden. Der Kreis Detmold sagte die Übernahme der Kosten in Höhe von 10.000 DM zu und übergab das Balkenwerk dem Landesverband Lippe für die geplante Erweiterung des Landesmuseums auf dem ehemaligen Waschhof am Detmolder Schloss. 1953 begannen die Abbauarbeiten, das Fachwerk wurde nach Detmold an die Ameide transloziert und in den Jahren 1960–62 wieder aufgebaut. Die Zehntscheune wurde damit in das Gebäudeensemble des Lippischen Landesmuseums eingegliedert.
Sie beherbergt seit Oktober 2010 im Erdgeschoss die Dauerausstellung Arminius, Thusnelda und die Schlacht im Teutoburger Wald – Ein deutscher Gründungsmythos und in den beiden Dachgeschossen eine Möbelsammlung.

## Architektur
Bei der Zehntscheune handelt es sich um einen Vierständer-Fachwerkbau mit hohem Krüppelwalmdach und verbretterten Giebeln. Über der Toreinfahrt befindet sich das Zeichen der Kreuzherren von Falkenhagen und die Jahreszahl 1555. Die durchgehende Diele zeichnet sich durch geschwungene Kopfbänder und wuchtiges Deckengebälk aus.